# Società di Linguistica Italiana
Die Società di Linguistica Italiana (SLI) ist eine Gesellschaft für italienische Linguistik, die 1967 auf Initiative von Tullio De Mauro in Rom gegründet wurde. Sie ist ein gemeinnütziger Verein, dessen Ziel es ist, Studien und Forschung im Bereich der theoretischen und angewandten Linguistik und allgemeiner der Sprachwissenschaften zu fördern.

## Geschichte
Die Società di Linguistica Italiana ist die älteste italienische wissenschaftliche Vereinigung, die sich dem vielfältigen und komplexen Gebiet der Sprachwissenschaften widmet. Sie wurde am 27. Mai 1967 in Rom von einer Gruppe italienischer und internationaler Gelehrter gegründet. Zu den italienischen Gründungsmitgliedern zählten, neben dem großen Förderer Tullio De Mauro, vor allem der Germanist und Glottologe Federico Albano Leoni, der Allgemeinlinguist Luigi Heilmann, der Historiker der italienischen Sprache Gianfranco Folena, der italienisch-amerikanische Allgemeinlinguist Mario Saltarelli, der Sprachphilosoph und Allgemeinlinguist Raffaele Simone, der Pädagoge Aldo Visalberghi. Zu den internationalen Gelehrten gehörten der französische Allgemeinlinguist André Martinet, der schwedische Phonetiker und Phonologe Bertil Malmberg, der schwedische Schriftsteller Hans Nilsson-Ehle und der tschechisch-amerikanische Lexikograph Ladislav Zgusta.
Die konstituierende Versammlung der neuen wissenschaftlichen Gesellschaft wählte am Tag der Gründung Gianfranco Folena zum ersten Präsidenten, Paul Roberts zum ersten Vizepräsidenten und Mario Saltarelli zum ersten Sekretär. Roberts und Saltarelli waren Mitarbeiter des US-amerikanischen Fulbright-Programm der Cornell University, das der Förderung des Englischunterrichtes in Italien diente. Die Position des Vizepräsidenten wird seit den Anfängen in der Regel mit einem internationalen Mitglied der Gesellschaft besetzt. Weitere Vizepräsidenten in dieser Tradition sind Gustav Ineichen (1973–1974), Wolfgang U. Dressler (1977–1978), Max Pfister (1980–1981 und 2006–2007), Christoph Schwarze (1982–1983), Klaus Lichem (1984–1985), Michael Metzeltin (1986–1987), Hans Goebl (2002–2003) und Norbert Dittmar (2012–2013).

## Struktur und Organisation
Als ordentliches Mitglied kann jede Person aufgenommen werden, unabhängig von ihrer Nationalität und ihrem beruflichen Hintergrund, die sich in irgendeiner Form für Fragen der Sprachwissenschaften interessiert. Die Organe des Vereins sind: die Mitgliederversammlung als oberstes Organ, das Exekutivkomitee, das Nominierungskomitee und der Präsident. Der Präsident bleibt zwei Jahre im Amt und kann nur für einen aufeinanderfolgenden Zeitraum von zwei Jahren wiedergewählt werden. Das SLI organisiert jedes Jahr einen internationalen Studienkongress zu allgemeinen Themen, der von der Versammlung auf Vorschlag von Mitgliedergruppen genehmigt wird, und veröffentlicht seine Tagungsberichte. Darüber hinaus werden, ohne besondere Periodizität, zwischenjährliche Konferenzen zu bestimmten Themen organisiert. Außerdem veröffentlicht es etwa alle zehn Jahre zusammenfassende Bände über Sprachstudien in Italien. Der Tagungsort wird ebenfalls von der Versammlung auf Vorschlag einer Gruppe von Mitgliedern festgelegt.